# 12111 Ульм
12111 Ульм (12111 Ulm) — астероїд головного поясу, відкритий 1 червня 1998 року.
Тіссеранів параметр щодо Юпітера — 3,428.
Названо на честь Ульма (нім. Ulm) — міста в Німеччині.